# РТВ Палма
Радио-телевизија Палма српска је телевизијска мрежа која је емитовала програм у Београду, али и на фреквенцијама широм земље. Емитовала се од 18. марта 1993. до 26. децембра 2006. године.

## Историјат

### Прва половина деведесетих
Радио-телевизија Палма започела је емитовање 18. марта на 39. каналу као шеста београдска телевизија. Телевизија је била у власништву предузећа "Палма ЛТД", београдског адвоката Микија Вујовића. У почетку је емитовала седам сати програма дневно, од 17 до 02 часа.
Пре тога, на 34. каналу, програм је од 1992. емитовала телевизија МВ Ченл Рил Тајмс, која се доводила у везу са Миодрагом Вујовићем, и која је угашена са почетком рада Палме након чега Палма прелази на 34. канал. До 1994. готово је у потпуности емитовала програм 24 часа дневно.
Програмска шема се састојала од музичког, драмског, забавног и спортског програма, али и еротских филмова који су се емитовали у термину од два ујутру. Палма је међу првима у Југославији почела да емитује еротске филмове, односно како су их на Палми називали „тврду еротику”.

### Друга половина деведесетих
У Београду су основане нове приватне телевизијске станице, а пре свега Пинк, који има богат филмски, серијски, али и музички програм, и БК, са информативним и политичким емисијама. Палма је добила велику конкуренцију у етру, а иако се њена популарност временом смањивала програмска концепција није битније промењена.
Палма је током 1995. године емитовање програма „пребацила” на 12. канал. Око овог канала се судила са БК у августу 1995. У октобру 1995. је решењем владе БК додељен 12. канал.
У периоду око 1998. године Палма је почела са емитовањем политичких емисија, светских вести, спортских преноса Бундеслиге и Шпанске лиге, разних ауторских емисија. Нарочито су били популарни спортски преноси, али и политичке емисије (Дијалог и Обрачун под Палмом) које је претежно водио уредник Мики Вујовић у којима су гостовали бројни битни људи из политичке и јавне сцене (Војислав Шешељ, Драгош Калајић, Братислава Буба Морина, Драгослав Бокан, Капетан Драган и слично).
Са почетком НАТО бомбардовања Југославије 1999. Палма у почетку (као и већина РТВ станица у Србији) реемитује програм РТС-а, а касније почиње са делимично самосталним емитовањем у виду филмова, вести, али и познатих монолога Микија Вујовића, у којима је претио НАТО, називао их кукавицама и прозивао америчке и британске функционере. Као и остале телевизије и Палма емитује анти НАТО спотове, снимке са анти НАТО скупова који су се одржавали широм СРЈ.
По завршетку НАТО агресије, програм се наставља по нормалној програмској шеми. У периоду од 1999. до 2000. одржава се много различитих ТВ дуела, а као најпопуларнији истакли су се дуели Војислава Шешеља (самог) са једне стране са неколико других представника ДОС, комуниста и разних других његових политичких противника са друге стране.
Почетком 2000. на Палму прелази Милован Илић Минимакс са својом емисијом Минимаксовизија.

### Програм после 5. октобра
Палма је током самог 5. октобра прекинула програм око 19.05 и емитовала само поруку „Не можемо да наставимо програм док град гори“, да би се касније вратила у етар. Први гост након повратка у етар био је Драгољуб Мићуновић.
Дана 12. децембра 2000. године Мики Вујовић је у просторијама Јубмес банке интервјуисао бившег председника СРЈ Слободана Милошевића. То је један од ретких интервјуа, ако не и једини, који су урађени са Милошевићем после његовог пада са власти, а делове интервјуа пренеле су бројне светске агенције. Интервју је јавно осудило неколико лидера ДОС-а, укључујући Небојшу Човића и Момчила Перишића.
Након истраге нове локалне власти у Земуну, савезни министар за телекомуникације Борис Тадић објавио је у јуну 2001. године да три радио-телевизијске станице „које су биле и више него блиске претходном режиму” − Палма, Пинк и БК − дугују у збиру 2.1 милион немачких марака.
Крајем 2001. године, Палма је потпуно изгубила већину своје некадашње програмске шеме. Укинуте су све политичке емисије и већину програма чиниле су СМС жеље и честитке и музички програм. У јавности се тада причало да је укидање политичких емисија био услов САД да би телевизија могла да емитује свој програм преко сателита, што је у разговору за Експрес у мају 2001. године потврдила Оливера Милетовић, уредница једне емисије са Палме.
Када Палми није дата дозвола да емитује преко сателита, Мики Вујовић се поново вратио са својом емисијом, где је разјашњавао ситуацију око недобијања дозволе. Тврдио је да је по среди политичка одлука јер Палма није желела да емитује пропагандни програм тадашње власти.
У априлу 2006. Палма, ТВ Метрополис и СОС Канал конкурисале су пред Републичком радиодифузном агенцијом за дозволу за емитовање програма у Београду. Четири невладине организације, укључујући Београдски центар за људска права Војина Димитријевића и Центар за мир и развој демократије Весне Пешић, изјавиле су да чланови Савета РРА „као да губе из вида своја законска овлашћења и дужности, испољавају недостатак толеранције и, попут некадашњих идеолошких комисија, не крију нетрпељивост према медијским кућама чија им се уређивачка политика не свиђа”.
У јулу 2006. године Савет РРА одлучио је да не додели фреквенције за емитовање само Палми и Телевизији Мост Душана Бајатовића. Демократска странка је издала саопштење да подржава одлуку РРА да не додели фреквенцију станицама блиским бившем режиму, уз образложење да се преко њих „ширила мржња и водила кампања против демократских снага и тековина у Србији, без поштовања икаквих етичких и професионалних кодекса”. Исте године измењен је Закон о радиодифузији, и Савет РРА је добио право да по хитном поступку одузме фреквенцију свим емитерима којима иста није додељена на конкурсу.
РРА је предузела мере принудног извршења одлуке о забрани емитовања Палме 26. децембра 2006. и објекти и емисиона техника станице су запечаћени.
Током прве половине 2007. и неколико дана у току маја 2008. године, Палма је емитовала програм преко сателита.
Од 14. јула 2007. Палма је кренула да емитује програм на 36. каналу са свог старог предајника на Змајевим солитерима у Банијској улици у Земуну. На тој фреквенцији се тада емитовала Телевизија Ентер којој је емитовање било онемогућено. Службеници РРА су уз помоћ полицијске патроле запечатили предајник Палме 4 дана касније, 18. јула, на основу одлуке о забрани радио пиратерије.
Врховни суд је од тадашње РРА затражио да преиспита одлуку којом је одузета дозвола Палми, али је РРА остала при својој одлуци.